# Dumitru Cotescu
Dumitru Cotescu sau Dimitrie Cotescu (n. 8 iulie 1859 - d. 1942, București) a fost unul dintre generalii Armatei României din Primul Război Mondial. Familia sa era originară din Cotești, Vrancea. A fost căsătorit cu Maria, născută Tufelcică, având împreună un fiu si doua fiice:Marica și Elena (căsătorită cu Jules Sănătescu, fiul generalului Gheorghe Sănătescu.
A îndeplinit funcția de comandant al Corpului II Armată în campania anului 1916.

## Cariera militară
După absolvirea școlii militare de ofițeri cu gradul de sublocotenent, Dumitru Cotescu a ocupat diferite poziții în cadrul unităților de infanterie sau în eșaloanele superioare ale armatei, cele mai importante fiind cele de comandant al Regimentului Putna no. 10 și Divizei 9 Infanterie. A comandat Corpul II Armată în cel de-Al Doilea Război Balcanic.
În perioada Primului Război Mondial, a îndeplinit funcția de: comandant al Corpului II Armată, în perioada 15 august - 20 noiembrie 1916.

## Decorații
- Ordinul „Steaua României”, în grad de ofițer (1911)
- Ordinul „Coroana României”, în grad de comandor (1912)
- Crucea Trecerea Dunării (1878)
- Medalia Apărătorilor Independenței (1878)
- Medalia Virtutea Militară (1913)
- Crucea „Meritul Sanitar” (1914)[2]:429